# Heimat

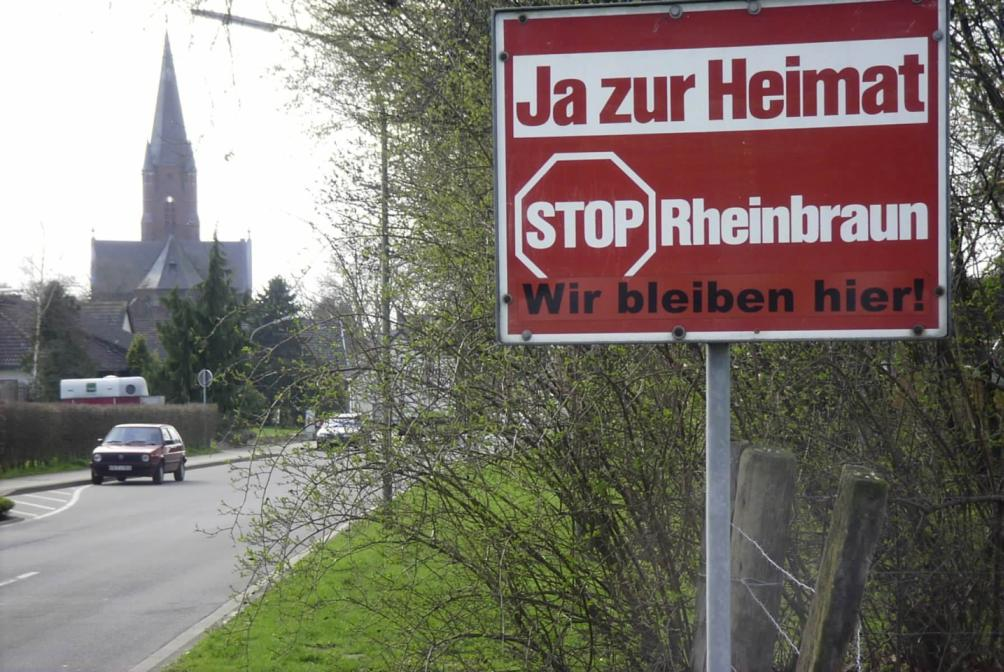
Un cartello di protesta - che si rifà al concetto di Heimat - contro la delocalizzazione dell'industria Rheinbraun

Heimat (pronuncia: [ˈhaɪmat]) è un vocabolo tedesco che non ha un corrispettivo nella lingua italiana. Viene spesso tradotto con "casa", "piccola patria" o "luogo natio" e indica il territorio in cui ci si sente a casa propria perché vi si è nati, vi si è trascorsa l'infanzia o vi si parla la lingua degli affetti. Differisce dal termine Vaterland perché esso si riferisce a una dimensione statale o culturale più grande, ad esempio l'Austria, la Baviera o qualsiasi altro Land tedesco viene etichettato dai propri abitanti come Heimatland.

## Heimat in lingue differenti dal tedesco
Il vocabolo "Heimat" non ha un corrispettivo in lingue come l'inglese o le lingue neolatine. Esiste, invece, un corrispettivo in alcune lingue slave: dòmovina in sloveno, bosniaco, croato e serbo e domov nella lingua ceca e in lingua greca: πατρίς (greco moderno πατρίδα).

## Storia
Il concetto di Heimat si sviluppò nella cultura tedesca a metà del XIX secolo, allorché la nascente industrializzazione si accompagnava, in Germania, all'esodo massiccio di popolazione dalle aree rurali verso le grandi città, e contemporaneamente l'unificazione politica della Germania comportava il dissolvimento dei piccoli stati in un unico nuovo Stato tedesco a egemonia prussiana. L'Heimat venne interpretata come una reazione all'alienazione e alla perdita di identità della comunità di origine, un aspetto della cultura tedesca. Secondo alcuni sociologi, tuttavia, l'amore per la piccola patria, e il rifiuto di ciò che le era estraneo, contenevano, in nuce, i germi del nazista Blut und Boden (Sangue e terra).

## Heimatfilm
Nel secondo dopoguerra, dal 1945 al 1965, nei paesi di lingua tedesca ebbe successo un genere cinematografico che si riallacciava direttamente all'Heimat, il cui nome, Heimatfilm, è difficilmente traducibile in altre lingue. Si trattava di film sentimentali, ambientati soprattutto in villaggi di montagna con scenari paesaggistici e panorami molto belli (generalmente Alpi Bavaresi, Foresta Nera o Alpi austriache), in cui erano protagonisti personaggi tedeschi o austriaci.
La trama degli Heimatfilm era spesso stereotipata: un'ingenua fanciulla di estrazione contadina, tedesca o austriaca, era corteggiata da un bravo giovane suo compaesano e da un cattivo forestiero; alla fine, la fanciulla convolava a nozze col compaesano. Di ben altro spessore è, invece, la serie cinematografica dell'Heimat creata a partire dal 1984 dal regista tedesco Edgar Reitz. Si tratta di una epopea che illustra l'Heimat su più livelli, mettendo in evidenza il senso di appartenenza alla provincia tedesca e il conflitto esistente tra la vita delle città e quella della campagna.